# Л'Ил Дорвал (Квебек)
Л'Ил Дорвал (фр. L'Île-Dorval) је град у Канади у покрајини Квебек. Према резултатима пописа 2011. у граду је живело 5 становника.

## Становништво
Према резултатима пописа становништва из 2011. у граду је живело 5 становника.
| 2011. |
| ----- |
| 5     |